# Tinodes dentatus
Tinodes dentatus là một loài Trichoptera trong họ Psychomyiidae. Chúng phân bố ở miền Cổ bắc.